# UB-Barça
Club Bàsquet Femení Universitari de Barcelona–FC Barcelona – katalońska żeńska drużyna koszykówki. Początkowo należała do Uniwersytetu Barcelońskiego, a później była częścią klubu FC Barcelona. Zespół gra w Liga Femenina de Baloncesto i w 2003 i 2005 roku zdobył mistrzostwo ligi. 
Drużyna posiadała także cztery niższe kategorie wiekowe: junior, cadet, infantil i infantil91. Klub został rozwiązany w 2007. 

## Sukcesy
- Liga Feminina de Baloncesto Champions:  
  - 2002/03  2004/05: 2